# Ariarne Titmus
Ariarne Titmus, née le 7 septembre 2000 à Launceston est une nageuse australienne spécialiste des épreuves en nage libre.
Elle est double championne olympique sur le 200 m et le 400 m nage libre aux Jeux olympiques d'été de 2020.
Elle détient, depuis 2022, le record du monde du 4 x 200 mètres nage libre avec l'équipe d'Australie ainsi que le record du monde sur 400 m nage libre.
Elle décroche l'or au 400 m nage libre et au 4 × 200 m nage libre des Jeux olympiques d'été de 2024.

## Biographie

### Formation
Ariarne Titmus fait ses études au St Peters High School de Brisbane.

### Carrière sportive
Lors de sa première compétition internationale, les Jeux du Commonwealth de 2018, elle remporte deux médailles d'or - en 400 m et 800 m nage libre - et une médaille d'argent en 200 m nage libre. Elle remporte également le 4 × 200 m nage libre avec ses compatriotes Emma McKeon, Brianna Throssell et Leah Neale. En août 2018, aux Championnats pan-pacifiques à Tokyo, elle gagne la médaille d'argent du 800 m nage libre en 8 min 17 s 07 derrière l'Américaine Katie Ledecky et bat le record d'Océanie de la distance faisant d'elle la 10e nageuse la plus rapide de tous les temps sur la distance.
Elle remporte la médaille d'or du 400 m nage libre lors des Championnats du monde en petit bassin 2018 en battant le record du monde. Elle remporte également l'or sur le 200 m nage libre et établit un nouveau record d'Australie.
En 2019, elle bat la triple championne du monde et double championne olympique Katie Ledecky sur le 400 m lors des Championnats du monde et obtient ainsi son premier titre mondial.
En avril 2021, Ariarne Titmus devient championne d'Australie du 400 m nage libre en 4 min 1 s 34.
Aux Jeux olympiques de Tokyo, elle devient double championne olympique de natation en emportant le 200 mètres nage libre et le 400 mètres nage libre.
Lors des championnats d'Australie, le 20 mai 2022 à Adélaïde, elle établie un nouveau record du monde du 400 mètres nage libre en 3 m 56 s 40. Ce record est battu le 28 mars 2023 en 3 min 56 s 08 par la Canadienne Summer McIntosh.
Lors des Jeux du Commonwealth, le 31 juillet 2022 à Birmingham, elle s'empare du record du monde du 4 x 200 mètres nage libre en 7 min 39 s 29 en compagnie de Mollie O'Callaghan, Kiah Melverton et Madison Wilson. À cette occasion Ariarne Titmus réalise le meilleur relais lancé de l'histoire en 1 min 52 s 82
Lors des championnats du monde 2023 à Fukuoka, elle prend le titre et le record du monde sur 400 m nage libre devant Katie Ledecky, Erika Fairweather et Summer McIntosh, en 3 m 55 s 38,. Lors de cette même compétition, elle remporte également la médaille d'argent du 200 m nage libre terminant derrière sa compatriote Mollie O'Callaghan. Avec ses coéquipières de l'équipe d'Australie, elle remporte le titre du relais 4 × 200 m nage libre en améliorant le record du monde en 7 min 37 s 50 .
Le 15 septembre 2023, elle révèle qu'elle vient de subir une opération chirurgicale pour se faire retirer une tumeur bénigne d'un ovaire, précisant que cette intervention n'aurait pas de risques pour la suite de sa vie et de sa carrière.
Elle remporte la médaille d'or du 400 mètres nage libre féminin aux Jeux olympiques d'été de 2024 à Paris.

## Palmarès

### Jeux olympiques
- Jeux olympiques d'été de 2020 à Tokyo (Japon) :
  -  Médaille d'or du 200 m nage libre
  -  Médaille d'or du 400 m nage libre
  -  Médaille d'argent du 800 m nage libre
  -  Médaille de bronze du relais 4 × 200 m nage libre
- Jeux olympiques d'été de 2024 à Paris (France) :
  -  Médaille d'or du 400 m nage libre
  -  Médaille d'or du relais 4 × 200 m nage libre
  -  Médaille d'argent du 200 m nage libre
  -  Médaille d'argent du 800 m nage libre

### Championnats du monde en grand bassin
- Championnats du monde 2017 à Budapest (Hongrie) :
  -  Médaille de bronze du relais 4 × 200 m nage libre
- Championnats du monde 2019 à Gwangju (Corée du Sud) :
  -  Médaille d'or du 400 m nage libre
  -  Médaille d'or au titre du relais 4 × 200 m nage libre
  -  Médaille d'argent du 200 m nage libre
  -  Médaille de bronze du 800 m nage libre
- Championnat du monde 2023 à Fukuoka (Japon) :
  -  Médaille d'or sur 400 m nage libre
  -  Médaille d'or au titre du relais 4 × 200 m nage libre
  -  Médaille d'argent sur 200 m nage libre
  -  Médaille de bronze sur 800 m nage libre

### Championnats du monde en petit bassin
- Championnats du monde 2018 à Hangzhou (Chine) :
  -  Médaille d'or du 200 m nage libre
  -  Médaille d'or du 400 m nage libre

### Jeux du Commonwealth
- Jeux du Commonwealth de 2018 à Gold Coast (Australie) :
  -  Médaille d'or du 400 m nage libre
  -  Médaille d'or du 800 m nage libre
  -  Médaille d'or du 4 × 200 m nage libre
  -  Médaille d'argent du 200 m nage libre

- Jeux du Commonwealth de 2022 à Birmingham (Angleterre) :
  -  Médaille d'or du 200 m nage libre
  -  Médaille d'or du 4 × 200 m nage libre

## Records du monde battus
Ce tableau détaille les records du monde battus par Ariarne Titmus durant sa carrière. L'indication RM signifie que le record constitue l'actuel record du monde de la discipline.
| Épreuve                           | Temps              | Compétition                            | Lieu                | Date             |
| 400 m nage libre grand bassin     | 3 min 55 s 38 RM   | Championnats du monde de natation 2023 | Fukuoka, Japon      | 23 juillet 2023  |
| 400 m nage libre grand bassin     | 3 min 56 s 40      | Championnat d'Australie                | Adélaïde, Australie | 22 mai 2022      |
| 400 m nage libre petit bassin     | 3 min 53 s 92      | Championnats du monde petit bassin     | Hangzhou, Chine     | 14 décembre 2018 |
| 4 × 200 m nage libre grand bassin | 7 min 37 s 50 (RM) | Championnats du monde de natation 2023 | Fukuoka, Japon      | 27 juillet 2023  |